# 竹圍後
竹圍後，是臺灣臺南市後壁區的一個傳統地域名稱，位於該區西南部。相較於今日行政區，其範圍大致包括竹新里不含南部西側凸出部分的東南部邊界地帶中央一小段、新東里西部邊界地帶略偏南側部分、新嘉里南部中央凸出部分的南側中段。
本地區境內主要聚落為竹圍後、新厝，國道1號的新營服務區位於本地區境內。

## 歷史
台灣日治初期，竹圍後地區為一街庄，稱為「竹圍後庄」（舊制街庄），隸屬於下茄苳北堡。該庄昔日北與白沙墩庄為鄰，東與長短樹庄、新港東庄為鄰，南邊為許丑庄、後鎮庄，西邊為竹仔腳庄、溪洲藔庄。
1901年（日治明治三十四年）11月11日，全台廢縣廳改設二十廳，該庄隸屬於鹽水港廳。1904年（明治三十七年）4月1日，該庄編入「安溪藔區」，隸屬於鹽水港廳。1906年（明治三十九年）4月1日，鹽水港廳內管轄區域調整，該庄改隸屬於「菁藔區」。1909年（明治四十二年）10月25日，全台合併二十廳為十二廳，菁藔區改隸屬於嘉義廳。1920年（大正九年）10月1日，全台地方制度大改正，廢十二廳改設五州二廳，該庄改制為「竹圍後」大字，隸屬於臺南州新營郡後壁庄（新制街庄）。
戰後後壁庄改制為後壁鄉，隸屬於臺南縣，大字亦改制為村。1950年（民國39年）10月25日，雲、嘉、南分治，後壁鄉仍隸屬於臺南縣。2010年（民國99年）12月25日，臺南縣、市合併為直轄臺南市，後壁鄉改制為後壁區，村亦改制為里。

## 聚落
本地區發展較早的聚落為竹圍後、新厝，在日治期初期的官方地圖上已有記載。

## 交通
國道1號又稱「中山高速公路」，是台灣西部兩條縱向高速公路之一，經過本地東南部，境內未設交流道，但設有新營服務區。最近的交流道在北側為省道台82線文會處的嘉義系統交流道及縣道168號交會處的水上交流道，在南側為市道172號交會處的新營交流道，由此等可快速前往國道1號沿線各地。
區道南78線是竹新至下茄寮的道路，其西側端點（起點）位於本地區西南部竹圍後聚落的區道南80線路口。由該道向東會先出境經過南鄰後鎮地區一小段路，再入境經過本地區新厝聚落。
區道南78-1線是新厝至後鎮的道路，其北側端點（起點）位於本地區東南部新厝聚落的區道南78線路口。
區道南80線是上帝廟至下茄苳的道路，經過本地區竹圍後聚落。